# Хвиля (Аризона)

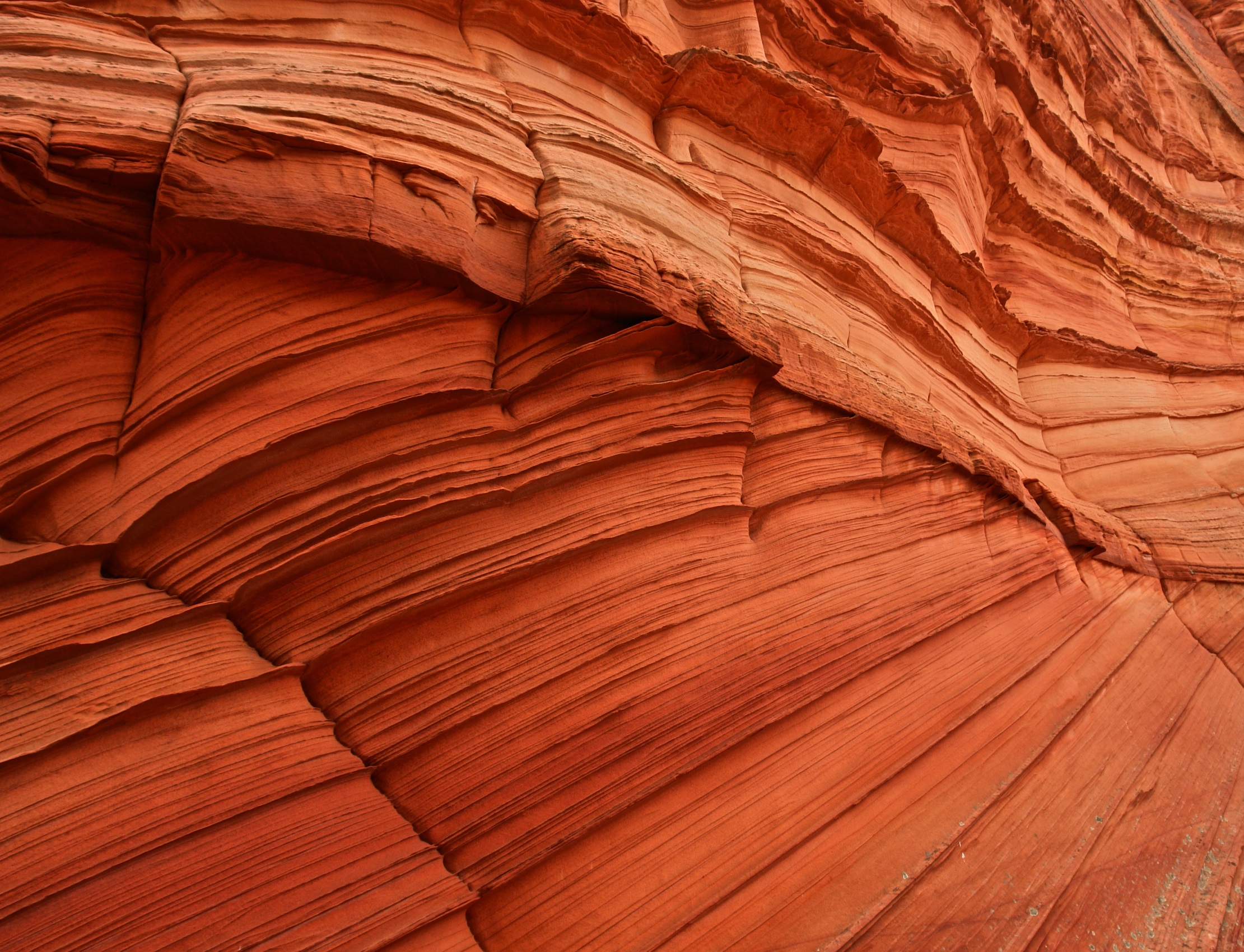
Thin ridges created by the erosion of differentially cemented, large-scale eolian cross bedding within Navajo sandstone

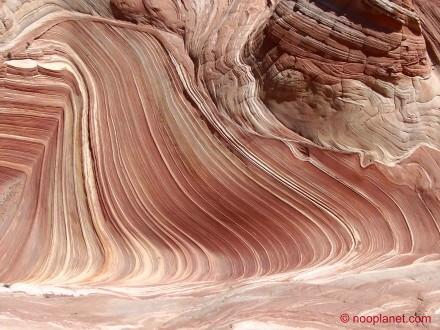
Another view of differentially eroded large-scale eolian cross bedding within Navajo sandstone

36°59′45.84″ пн. ш. 112°00′21.9″ зх. д. / 36.9960667° пн. ш. 112.006083° зх. д.
Хвиля або (англ. The Wave) — пісковикова скельна формація розташована на кордоні штатів Аризона - Юта, США, на схилах Койот Баттс, Паріа Каньйон Вермільон, на плато Колорадо. Відома серед туристів і фотографів своїми барвистими, хвилеподібними формами.
Формація складається з перетинаючихся П-подібних жолобів, еродованих у пісковиках навахо юрського віку. Два основні жолоби, що містять це скельне утворення, мають 19 м завширшки і 36 м завдовжки і 2 м завширшки і 16 м завдовжки.
250 мільйонів років тому тут були піщані дюни, що переміщалися під впливом сезонних вітрів. Спочатку рідкісні стоки руйнували ці жолоби уздовж стиків всередині Пісковика Навахо (Navajo Sandstone). Після формування, дренажний басейн, який забезпечував дощовою водою ці жолоби, скоротився до такої міри, що стоки перестали сприяти розкраюванню цих западин. В результаті, жолоби в даний час виключно деформуються під дією вітру. Ці дюни складалися з різних шарів піску з різним вмістом оксидів заліза, магнію та марганцю, що надавало піску незвичайні фарби. Під дією вітру та дощу протягом мільйонів років проходив постійний процес ерозії. Саме цим учені пояснюють подібні форми цієї хвилі. Через деякий час дюни за допомогою температури і води злежалися і зацементувалися. Потім все дюни були засипані іншим піском. У такому вигляді засипані піском зацементовані дюни простояли сотню мільйонів років, поки не піднялося Колорадское плато, а вже потім вітер і вода видули/вимили пісок.
Хвиля особливо відома серед європейських туристів — частково тому, що вона з'явилася у Faszination Natur — Seven Seasons, німецькому документальному фільмі, знятому в 1990-х роках. Знайти Аризонську хвилю в пустелі нелегко. Щоб підтримати природну цілісність екосистеми, тут не прокладають доріг. Вище і трохи західніше від Хвилі знаходиться "Друга Хвиля" , яка має слабкіші кольори, але є не менш цікава для більшості відвідувачів і фотографів.
Для того щоб захистити цей пам'ятник природи від руйнування, відвідування Аризонської Хвилі регулюються Бюро з землеуправління, яке обмежує до неї доступ — не більше 20 осіб на день.